# Centro Comercial Las Rosas
Las Rosas es un centro comercial ubicado en la Avenida de Guadalajara, en el barrio de Arcos del distrito de San Blas-Canillejas (Madrid). Cuenta con accesos de las líneas de autobuses 4, 70, 106, 140, 159, 165, 167, E2, 287, N7 y N203, además de la estación de Alsacia del Metro de Madrid.
Fue creado en junio de 1998, contando con una superficie comercial de 29837 m², en los cuales destaca la tienda ancla Carrefour.
Dispone de dos entradas de acceso: la principal, desde la avenida de Guadalajara, y la otra por la calle de Aquitania. El centro consta de dos plantas comerciales, que cuentan con tiendas variadas, así como restauración, cine y aparcamiento subterráneo. En la calle de Capri se encuentra el acceso subterráneo de carga y descarga para proveedores, aunque también hay otros accesos en la plaza de Alsacia.